# Cyclax suborbicularis
Cyclax suborbicularis är en kräftdjursart som först beskrevs av William Stimpson 1858.  Cyclax suborbicularis ingår i släktet Cyclax och familjen maskeringskrabbor. Inga underarter finns listade i Catalogue of Life.